# Junioren-Weltmeisterschaften im Rudern
Die Junioren-Weltmeisterschaften im Rudern (englisch World Rowing Junior Championships) sind seit dem Jahr 1967 jährlich vom Weltruderverband ausgetragene Weltmeisterschaften der Junioren-Altersklasse im Rudersport. Die Veranstaltung hat seit 1985 seitens des Weltverbandes einen offiziellen Weltmeisterschaftscharakter, zuvor wurde sie bei gleichem Format als FISA Youth Regatta (1967–1969) bzw. FISA Championships for Juniors (1970–1984) bezeichnet.

## Beschreibung
Die U19-Altersklasse (Junioren A) ist im Rudersport die letzte Altersstufe im Jugendbereich und die einzige, in der Weltmeisterschaften ausgerudert werden. Startberechtigt sind Sportler, die im laufenden Kalenderjahr das 19. Lebensjahr noch nicht vollenden. Unterhalb der U19-Altersklasse existiert die U17-Klasse (Junioren B), deren Sportler unter Bedingungen auch im U19-Bereich starten dürfen.
Die Ruderregatta der Junioren-Weltmeisterschaften wird typischerweise im August, seltener auch im Juli ausgetragen und läuft etwa fünf Tage lang. Als Wettkampfstätten kommen Regattastrecken der Kategorie A vom Weltruderverband in Betracht, auf denen 6 bis 8 Bahnen mit Albano-System und eine Startanlage zur Verfügung stehen. Die Wettkampfdistanz beträgt ebenso wie im Senioren-Bereich in allen Läufen 2000 Meter ohne Kurven, in jedem Wertungslauf können maximal sechs Mannschaften gleichzeitig starten. Wenn – wie üblich – mehr als sechs Meldungen je Wettbewerbsklasse eingehen, wird im Rahmen der Regatta über Vor- und Hoffnungsläufe sowie ggf. Halbfinals eine Qualifikation für die sechs Endlauf-Startplätze durchgeführt.
Für die Junioren-Weltmeisterschaften können alle nationalen Mitgliedsverbände des Weltruderverbandes jeweils eine Mannschaft je ausgetragener Bootsklasse melden. Alle Mannschaftsmitglieder müssen die Staatsangehörigkeit des meldenden Verbandes besitzen. Typischerweise ist eine nationale Qualifikation mit einem Selektionsprozess oder einem Ausscheidungswettkampf wie etwa nationalen Junioren-Meisterschaften notwendig für die Auswahl der Mannschaften. Für die Junioren-Weltmeisterschaften gemeldete Ruderer dürfen bei dieser Veranstaltung grundsätzlich in mehr als einer Bootsklasse eingesetzt werden, wenngleich das ein eher unübliches Verfahren ist.
Das Regelwerk der Regatta wird von den Rules of Racing des Weltruderverbandes festgesetzt. Die Titelgewinner dürfen sich World Rowing Junior Champions (übersetzt etwa Junioren-Ruder-Weltmeister) nennen.
Die Auswahl der Bootsklassen wurde historisch gelegentlich verändert. Im Programm sind aktuell (2018) Wettbewerbe für Mädchen und Jungen der offenen Gewichtsklasse. Leichtgewichtsrudern findet im Juniorenbereich auf internationaler Ebene aufgrund der damit verbundenen Gesundheitsrisiken nicht statt, entsprechend gibt es keine Wettbewerbe bei den Junioren-Weltmeisterschaften. Für Pararuderer sind ebenfalls keine Wettbewerbe ausgeschrieben. Das Programm der Junioren-Weltmeisterschaften umfasst folgende Wettbewerbsklassen:
| Bootsklasse                 | Kürzel | Jungen    | Mädchen            |
| --------------------------- | ------ | --------- | ------------------ |
| Einer                       | 1x     | seit 1967 | seit 1978          |
| Doppelzweier                | 2x     | seit 1967 | seit 1978          |
| Doppelvierer                | 4x     | seit 1974 | seit 1985          |
| Doppelvierer mit Steuerfrau | 4x+    | –         | 1978–1984          |
| Zweier ohne Steuermann      | 2-     | seit 1967 | seit 1978          |
| Zweier mit Steuermann       | 2+     | 1967–2004 | –                  |
| Vierer ohne Steuermann      | 4-     | seit 1967 | seit 1989          |
| Vierer mit Steuermann       | 4+     | seit 1967 | 1978–1988, ab 2018 |
| Achter                      | 8+     | seit 1967 | seit 1978          |

## Geschichte
Das Regattaformat der Junioren-Weltmeisterschaften wurde in den 1960er-Jahren entwickelt. Eine erste internationale Ruderregatta mit Beteiligung aus Frankreich und Deutschland wurde im Jahr 1961 veranstaltet, ein Jahr später nahmen mit Italien, Belgien und der Schweiz bereits drei weitere Nationen teil. Als erste Regatta mit inoffiziellem Weltmeisterschaftscharakter wurde die FISA Youth Regatta 1967 in Ratzeburg aufgefasst.
In den 1960er- und 1970er-Jahren wurden weitere wichtige Weichenstellungen im internationalen Rudersport vorgenommen. Die Ruder-Weltmeisterschaften waren zunächst ab 1962 im vierjährigen Rhythmus installiert worden, da bei den Ruder-Europameisterschaften unterdessen Teilnehmer aus Übersee selbstverständlich geworden waren. Ab 1974 ersetzten Weltmeisterschaften im jährlichen Rhythmus die Europameisterschaften für mehr als 30 Jahre vollständig. Eine weitere Neuerung war die Einführung des Frauenruderns bei der olympischen Ruderregatta ab 1976 und die Berücksichtigung von Leichtgewichtswettbewerben auf internationaler Ebene. Die Weltmeisterschaften der U23-Altersklasse wurden 1976 aus einem Vorläuferformat heraus installiert und sind damit ebenfalls ein Produkt jener Zeit.
Die (zunächst inoffiziellen) Junioren-Weltmeisterschaften starteten 1967 mit sieben Wettbewerbsklassen für Jungen der offenen Gewichtsklasse, die auch bei den offenen Ruder-Weltmeisterschaften und der olympischen Ruderregatta zu der Zeit ausgeschrieben waren. Der Doppelvierer wurde ebenso wie bei den offenen Weltmeisterschaften erst 1974 ergänzt, der Zweier mit Steuermann wurde nach der letzten Austragung im Jahr 2004 aus dem Programm entfernt. Sechs Wettbewerbsklassen für Mädchen wurden 1978 ergänzt, darunter der damals im Frauenrudern übliche Doppelvierer mit Steuerfrau. Ab 1985 wurde er durch den ungesteuerten Doppelvierer ersetzt. Die geruderte Streckenlänge wich anfangs von der olympischen Distanz von 2000 Metern ab. Jungen ruderten von 1967 bis 1988 über 1500 Meter, seit 1989 über 2000 Meter. Mädchen mussten von 1978 bis 1984 gar nur 1000 Meter rudern, danach bis 1988 übergangsweise wie die Jungen 1500 Meter und seit 1989 ebenfalls 2000 Meter.
Zurzeit werden 14 Wettbewerbe bei den Junioren-Weltmeisterschaften angeboten. Die Teilnehmerzahl belief sich 2015 in Rio de Janeiro auf über 550 Athleten aus 54 Nationen. Seit 2011 werden zusätzlich zu den Junioren-Weltmeisterschaften auch Europameisterschaften dieser Altersklasse vom Weltruderverband angeboten. Im europäischen Rudersport gibt es für Junioren seit 1985 außerdem die Regatta Coupe de la Jeunesse, an der lediglich 12 Nationen regelmäßig mit Nachwuchsathleten teilnehmen.
Besonders erfolgreich ist zuletzt Deutschland bei den Junioren-Weltmeisterschaften gewesen, dessen Mannschaften bei den Wettbewerben 2015 beispielsweise elf Medaillen aus 13 Wettbewerben gewinnen konnten. Dieser Erfolg hängt mit der hohen Wertschätzung des Juniorenruderns in Deutschland zusammen, der in anderen Nationen nicht immer gleichartig ausgeprägt ist. Besonders im angelsächsischen Raum steigen erfolgreiche Sportler häufig erst im jungen Erwachsenenalter in den Rudersport ein, häufig durch die Teilnahme an Universitäts-Ruderprogrammen. Auch in Deutschland ist die frühe Konzentration auf das Rennrudern in überregionalen Leistungszentren nicht unumstritten. Ralf Holtmeyer, Trainer des Deutschland-Achters, äußerte etwa in einem Interview mit der DRV-Zeitschrift „rudersport“ im Oktober 2015 die Meinung, dass die Junioren-Weltmeisterschaften „total überschätzt“ seien und die Rudervereine nicht ausreichend in die Jugendarbeit einbezogen würden.

## Austragungen
Die meisten Austragungen der Junioren-Weltmeisterschaften fanden in Europa statt, dem Kernkontinent des Rudersports. Ausnahmen waren die Wettbewerbe der Jahre 1975, 1992 (jeweils Montreal), 2007 (Peking), 2015 (Rio de Janeiro) und 2019 (Tokio). Seit 2003 stellen die Junioren-Weltmeisterschaften im vorolympischen Jahr die Generalprobe auf der olympischen Wettkampfanlage dar. In den Jahren der Olympischen Spiele mit Ruderwettbewerben werden seit 1976 orts- und zeitgleich mit den Junioren-Weltmeisterschaften die altersunbeschränkten Ruder-Weltmeisterschaften der nichtolympischen Bootsklassen ausgetragen. Eine Ausnahme von dieser Regel stellte das Jahr 1984 dar. 2016 in Rotterdam wurden beide Veranstaltungen zusätzlich mit den U23-Weltmeisterschaften gebündelt. Im Jahr 2022 wurden die Junioren-Weltmeisterschaften gleichzeitig mit den U23-Weltmeisterschaften in Varese (Italien) ausgetragen.
| Jahr                              | Stadt                    | Land                 | Gewässer                                    |
| FISA Juniorenregatta              | FISA Juniorenregatta     | FISA Juniorenregatta | FISA Juniorenregatta                        |
| --------------------------------- | ------------------------ | -------------------- | ------------------------------------------- |
| 1967                              | Ratzeburg                | BR Deutschland       | Küchensee                                   |
| 1968                              | Amsterdam                | Niederlande          | Bosbaan                                     |
| 1969                              | Neapel                   | Italien              | Lago di Patria                              |
| FISA Meisterschaften für Junioren |                          |                      |                                             |
| 1970                              | Ioannina                 | Griechenland         | Pamvotida-See                               |
| 1971                              | Bled                     | Jugoslawien          | Bleder See                                  |
| 1972                              | Mailand                  | Italien              | Idroscalo                                   |
| 1973                              | Nottingham               | Großbritannien       | Holme Pierrepont                            |
| 1974                              | Ratzeburg                | BR Deutschland       | Küchensee                                   |
| 1975                              | Montreal                 | Kanada               | Notre Dame                                  |
| 1976                              | Villach                  | Österreich           | Ossiacher See                               |
| 1977                              | Tampere                  | Finnland             | Kaukajärvi                                  |
| 1978                              | Belgrad                  | Jugoslawien          | Save                                        |
| 1979                              | Moskau                   | Sowjetunion          | Ruderkanal Krylatskoje                      |
| 1980                              | Willebroek (Mechelen)    | Belgien              | Hazewinkel                                  |
| 1981                              | Sofia                    | Bulgarien            | Pantscharewosee                             |
| 1982                              | Terni                    | Italien              | Lago di Piediluco                           |
| 1983                              | Vichy                    | Frankreich           | Allier                                      |
| 1984                              | Jönköping                | Schweden             | Munksjön                                    |
| Junioren-Weltmeisterschaften      |                          |                      |                                             |
| 1985                              | Brandenburg an der Havel | DDR                  | Regattastrecke Beetzsee                     |
| 1986                              | Račice u Štětí           | Tschechoslowakei     | Ruderkanal Račice                           |
| 1987                              | Köln                     | BR Deutschland       | Fühlinger See                               |
| 1988                              | Mailand                  | Italien              | Idroscalo                                   |
| 1989                              | Szeged                   | Ungarn               | Regattabahn Szeged                          |
| 1990                              | Allèves                  | Frankreich           | Lac d’Aiguebelette                          |
| 1991                              | Banyoles                 | Spanien              | Banyoles-See                                |
| 1992                              | Montreal                 | Kanada               | Île Notre-Dame                              |
| 1993                              | bei Oslo                 | Norwegen             | Årungen                                     |
| 1994                              | München                  | Deutschland          | Regattastrecke Oberschleißheim              |
| 1995                              | Posen                    | Polen                | Maltasee                                    |
| 1996                              | Motherwell (Glasgow)     | Großbritannien       | Strathclyde Country Park                    |
| 1997                              | Willebroek (Mechelen)    | Belgien              | Hazewinkel                                  |
| 1998                              | Ottensheim (Linz)        | Österreich           | Donau-Nebenarm                              |
| 1999                              | Plowdiw                  | Bulgarien            | Ruderkanal Plowdiw                          |
| 2000                              | Zagreb                   | Kroatien             | Jarun-See                                   |
| 2001                              | Duisburg                 | Deutschland          | Regattabahn Duisburg                        |
| 2002                              | Trakai                   | Litauen              | Galvesee                                    |
| 2003                              | Athen                    | Griechenland         | Schinias Olympic Rowing and Canoeing Centre |
| 2004                              | Banyoles                 | Spanien              | Banyoles-See                                |
| 2005                              | Brandenburg an der Havel | Deutschland          | Regattastrecke Beetzsee                     |
| 2006                              | Amsterdam                | Niederlande          | Bosbaan                                     |
| 2007                              | Peking                   | Volksrepublik China  | Olympischer Ruder- und Kanupark Shunyi      |
| 2008                              | Ottensheim (Linz)        | Österreich           | Donau-Nebenarm                              |
| 2009                              | Brive-la-Gaillarde       | Frankreich           | Lac du Causse                               |
| 2010                              | Račice u Štětí           | Tschechien           | Ruderkanal Račice                           |
| 2011                              | Eton                     | Großbritannien       | Dorney Lake                                 |
| 2012                              | Plowdiw                  | Bulgarien            | Ruderkanal Plowdiw                          |
| 2013                              | Trakai                   | Litauen              | Galvesee                                    |
| 2014                              | Hamburg                  | Deutschland          | Hamburg-Allermöhe                           |
| 2015                              | Rio de Janeiro           | Brasilien            | Lagoa Rodrigo de Freitas                    |
| 2016                              | Rotterdam                | Niederlande          | Willem-Alexander Baan                       |
| 2017                              | Trakai                   | Litauen              | Galvesee                                    |
| 2018                              | Račice u Štětí           | Tschechien           | Ruderkanal Račice                           |
| 2019                              | Tokio                    | Japan                | Sea Forest Waterway                         |
| 2020                              | Bled                     | Slowenien            | Bleder See                                  |
| 2021                              | Plowdiw                  | Bulgarien            | Ruderkanal Plowdiw                          |
| 2022                              | Varese                   | Italien              | Lago di Varese                              |
| 2023                              | Paris                    | Frankreich           | Stade nautique de Vaires-sur-Marne          |
| 2024                              | St. Catharines           | Kanada               | Royal Canadian Henley Rowing Course         |
| 2025                              | Trakai                   | Litauen              | Galvesee                                    |
| 2026                              | Plowdiw                  | Bulgarien            | Ruderkanal Plowdiw                          |